# Wijkia jungneri
Wijkia jungneri är en bladmossart som beskrevs av H. Crum 1971. Wijkia jungneri ingår i släktet Wijkia och familjen Sematophyllaceae. Inga underarter finns listade i Catalogue of Life.